# Xã Granville, Quận Kittson, Minnesota
Xã Granville (tiếng Anh: Granville Township) là một xã thuộc quận Kittson, tiểu bang Minnesota, Hoa Kỳ. Năm 2010, dân số của xã này là 83 người.